# Layou
Layou è un centro abitato di Saint Vincent e Grenadine, capoluogo della parrocchia di Saint Andrew.

## Geografia fisica

### Clima
Layou presenta un clima tropicale con una stagione delle piogge che dura da maggio a novembre e una stagione secca che dura da gennaio a maggio.

## Geografia antropica

### Suddivisioni amministrative
Layou è divisa in vari settori:
- Est
  - Cowdrey's Village
  - Akers
- Downtown
  - Bottom Garden
  - Plan
  - Bethrome
- Uptown
  - Swamp Gut
  - Texier Road
  - Ruthland Vale
- Ovest
  - Bambereux

## Cultura

### Istruzione

#### Scuole
Layou funge da importante centro educativo per gli abitanti della città stessa, per Buccament e per le aree circostanti.
- Layou Government School: si trova nella suddivisione di Plan.
- Louis Straker Resource Center: è una struttura educativa per lezioni serali, per programmi di apprendimento e per l'alfabetizzazione.

### Eventi

#### Natale

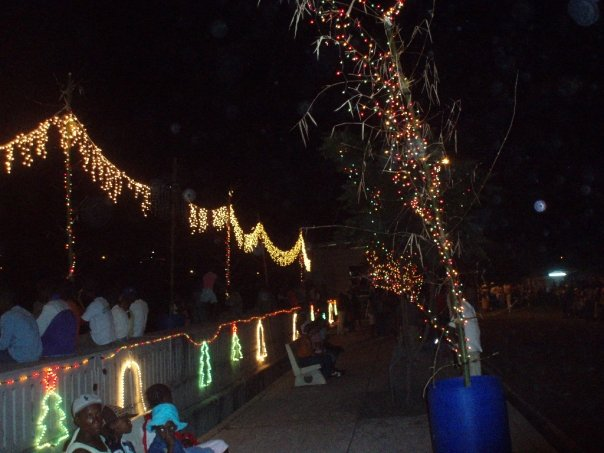
Luci natalizie sul lungomare

Per il Natale, il lungomare di Layou si riempie di luci e decorazioni natalizie per accogliere la festività.

#### Festa delle Nove di Mattina
Si svolge sul lungomare e fu introdotta nel 2007.

## Storia
Layou è stata una delle prime aree di insediamento da parte dei francesi, che furono i primi europei a stabilirsi a Saint Vincent e Grenadine nella prima metà del XVIII secolo. Prima di allora i caribi usarono l'area come uno dei loro insediamenti, come è evidente dai petroglifi.
Nel 1763, Saint Vincent fu raggiunto dagli inglesi e le terre di Layou furono acquistate da loro per coltivare lo zucchero. Layou era ancora un piccolo villaggio formato intorno alla Jackson Bay. La coltivazione di canna da zucchero iniziò a crescere e furono necessarie tenute più grandi.
C'erano 3 proprietà principali: tenuta Ruthland Vale, tenuta Akers e tenuta Palmiste Park. Durante la schiavitù, la maggior parte delle persone viveva nelle tenute, ma iniziò ad andarsene dopo l'abolizione della schiavitù per stabilirsi in altri villaggi.
Immediatamente dopo l'abolizione, le terre di una delle tenute, quella di Akers, furono vendute per formare Cowdrey's Village. Nel 1861 Layou aveva una popolazione di 140 persone, Cowdrey's Village 227, 333 persone vivevano nella tenuta Ruthland Vale, 15 vivevano sulla tenuta Akers e 5 nella tenuta Palmiste Park.
La tenuta di Ruthland Vale fu venduta dopo l'eruzione del vulcano La Soufriere nel 1902. 450 acri (1,8 km²) furono messi da parte per i rifugiati provenienti dalle aree colpite dall'eruzione.
Altri cambiamenti iniziarono ad avvenire nell'area. Il proprietario di ciò che rimase della tenuta di Ruthland Vale iniziò a vendere terreni ai residenti di Layou, e anche i residenti della tenuta iniziarono a trasferirsi a Layou perché le possibilità di occupazione nelle tenute stavano diminuendo. In aggiunta a ciò, i residenti immobiliari volevano sfruttare i servizi sociali, la scuola, la clinica, la chiesa e il campo da cricket. Ciò portò ad un aumento della popolazione di Layou e anche ad un ampliamento della città, poiché molti dei piccoli villaggi e insediamenti immobiliari, alla fine, furono incorporati a Layou.

### IlWaterfront project
Per anni la bellissima città sottovento di Layou è stata minacciata dall'oceano. Anni di azione ondulatoria avevano gravemente eroso la costa minacciando l'autostrada principale e l'accesso alle comunità più a nord. Alla fine degli anni '90 tre tempeste hanno provocato il caos sul lungomare di Layou e il problema è diventato così critico che il governo ha deciso di spostarsi rapidamente per correggere la situazione.
Un rappresentante parlamentare per l'area ha visitato il sito nel luglio 2002 e ha promesso di trasformare l'area. Quattro anni dopo, nel 2006, il progetto sul lungomare è stato considerato completato.

## Monumenti e luoghi d'interesse
- Petroglifi: si trovano a breve distanza dall'autostrada Leeward. Sono più visibili se si contornano con un gesso. Spesso, per i turisti, questa operazione, la fanno i bambini locali. Furono realizzati dai caribi quando si stabilirono lì prima del XVIII secolo.